# Rheineck
Rheineck (toponimo tedesco) è un comune svizzero di 3 516 abitanti del Canton San Gallo, nel distretto di Rheintal; ha il titolo di città.

## Geografia fisica

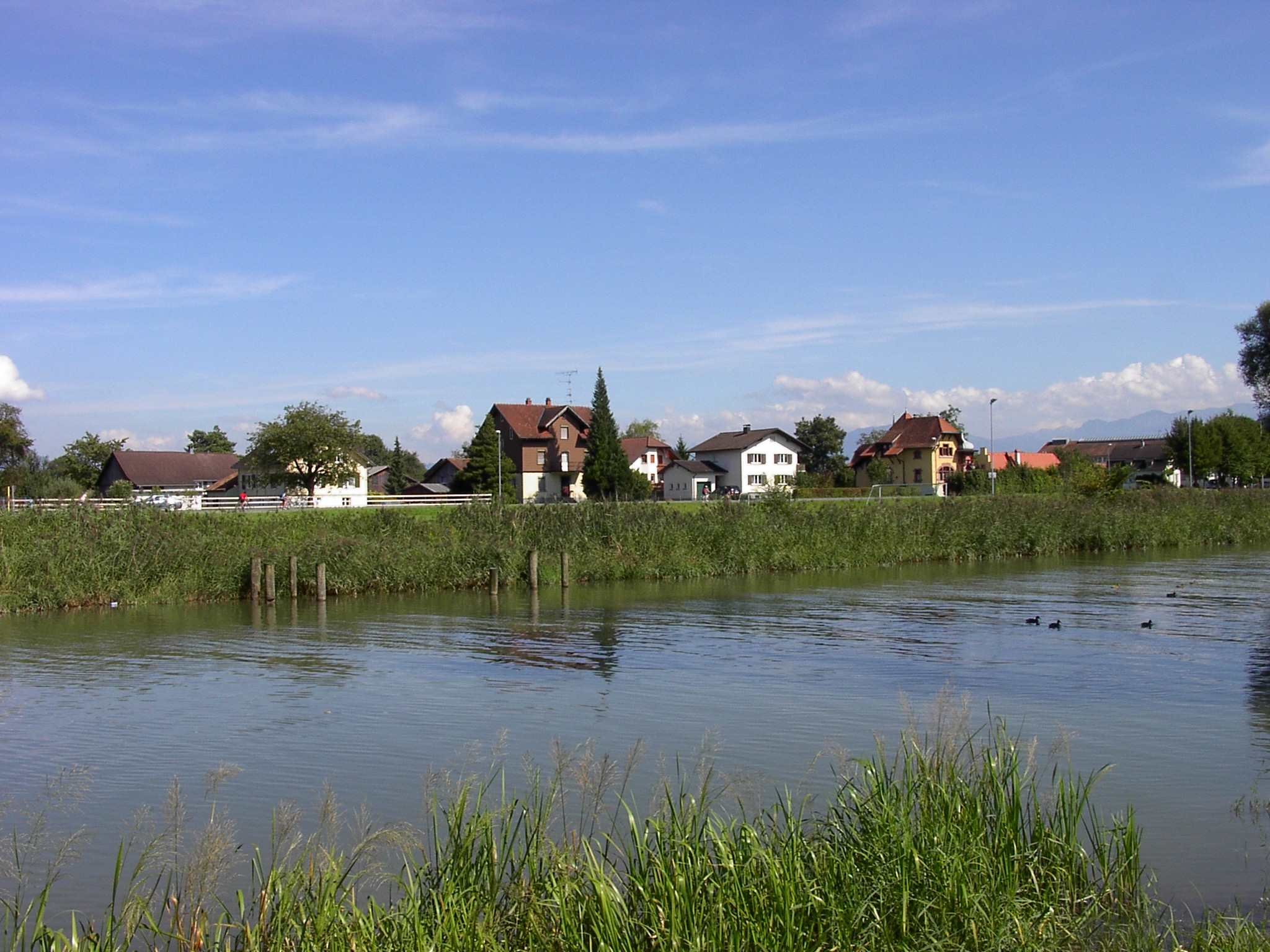
L'antico Reno presso Rheineck

Il territorio di Rheineck si estende sul versante occidentale della valle del Reno lungo l'antico corso del fiume e il confine tra l'Austria e la Svizzera, 4 km a sud del lago di Costanza.

## Storia
Il comune politico di Rheineck è stato istituito nel 1803.

## Monumenti e luoghi d'interesse
- Chiesa parrocchiale riformata di San Giacomo, attestata dal 1433 e ricostruita nel 1722[3];
- Chiesa parrocchiale cattolica di Santa Teresa, eretta nel 1932-1933[3];
- Rovine della fortezza di Alt-Rheineck, attestata dal 1163[3];
- Palazzo comunale (Rathaus), costruito nel 1553-1555[3];
- Case a graticcio nel centro storico.

## Società

### Evoluzione demografica
L'evoluzione demografica è riportata nella seguente tabella:
Abitanti censiti

## Economia
L'economia locale si basa prevalentemente sul settore secondario (ricamifici) e sul pendolarismo in uscita.

## Infrastrutture e trasporti

### Strade
Rheineck è servita dall'omonima uscita sull'autostrada A1/E60 e dalla strada principale 463.

### Ferrovie

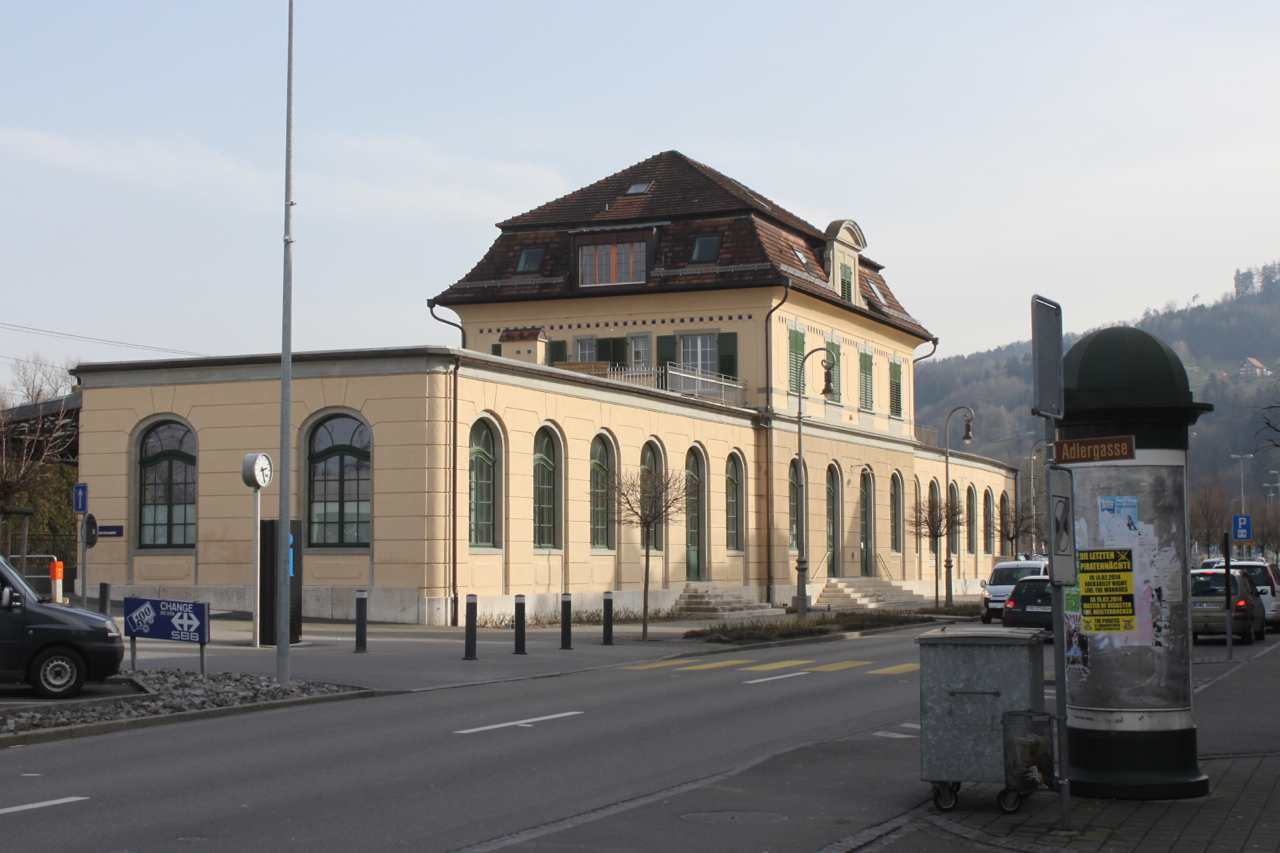
La stazione di Rheineck

Rheineck è servita dall'omonima stazione sulla ferrovia Coira-Rorschach e capolinea della ferrovia Rheineck-Walzenhausen.